# Guvernul Miron Cristea (3)
Guvernul Miron Cristea (3) a fost un consiliu de miniștri care a guvernat România în perioada 1 februarie - 6 martie 1939.

## Componența
- Președintele Consiliului de Miniștri

Miron Cristea (1 februarie - 6 martie 1939)
- Vicepreședinte al Consiliului de Miniștri și ministru de interne

Armand Călinescu (1 februarie - 6 martie 1939)
- Ministrul de externe

Grigore Gafencu (1 februarie - 6 martie 1939)
- Ministrul finanțelor

Mitiță Constantinescu (1 februarie - 6 martie 1939)
- Ministrul justiției

Victor Iamandi (1 februarie - 6 martie 1939)
- Ministrul apărării naționale

ad-int. Armand Călinescu (1 februarie - 6 martie 1939)
- Ministrul aerului și marinei

General Paul Teodorescu (1 februarie - 6 martie 1939)
- Ministrul înzestrării armatei

Victor Slăvescu (1 februarie - 6 martie 1939)
- Ministrul economiei naționale

Ion Bujoiu (1 februarie - 6 martie 1939)
- Ministrul agriculturii și domeniilor

Nicolae Cornățeanu (1 februarie - 6 martie 1939)
- Ministrul educației naționale

Petre Andrei (1 februarie - 6 martie 1939)
- Ministrul cultelor și artelor

Nicolae Zigre (1 februarie - 6 martie 1939)
- Ministrul muncii

Mihail Ralea (1 februarie - 6 martie 1939)
- Ministrul sănătății și asistenței sociale

General dr. Nicolae Marinescu (1 februarie - 6 martie 1939)
- Ministrul lucrărilor publice și comunicațiilor

Mihail Ghelmegeanu (1 februarie - 6 martie 1939)
- Ministru de stat, pentru Minorități

Silviu Dragomir (1 februarie - 6 martie 1939)

## Sursa
- Stelian Neagoe - "Istoria guvernelor României de la începuturi - 1859 până în zilele noastre - 1995" (Ed. Machiavelli, București, 1995)

| Precedat(ă) de: Guvernul Miron Cristea (2) | Guvernul Miron Cristea (3) 1 februarie - 6 martie 1939 | Succedat(ă) de: Guvernul Armand Călinescu |